# Hallenhockey-Weltmeisterschaft 2011
Die 3. Hallenhockey-Weltmeisterschaft der Herren und Damen fand vom 8. bis 13. Februar 2011 in den Messehallen im polnischen Posen statt.
Es traten sowohl bei den Männern wie bei den Damen zwölf Nationalmannschaften zunächst in zwei Gruppen und danach in Platzierungsspielen gegeneinander an. Insgesamt wurden 76 Länderspiele absolviert.

## Austragungsort
Neben der Haupthalle mit 4000 Plätzen gab es noch eine Nebenhalle mit 1000 Plätzen, wo ebenfalls Spiele ausgetragen wurden.

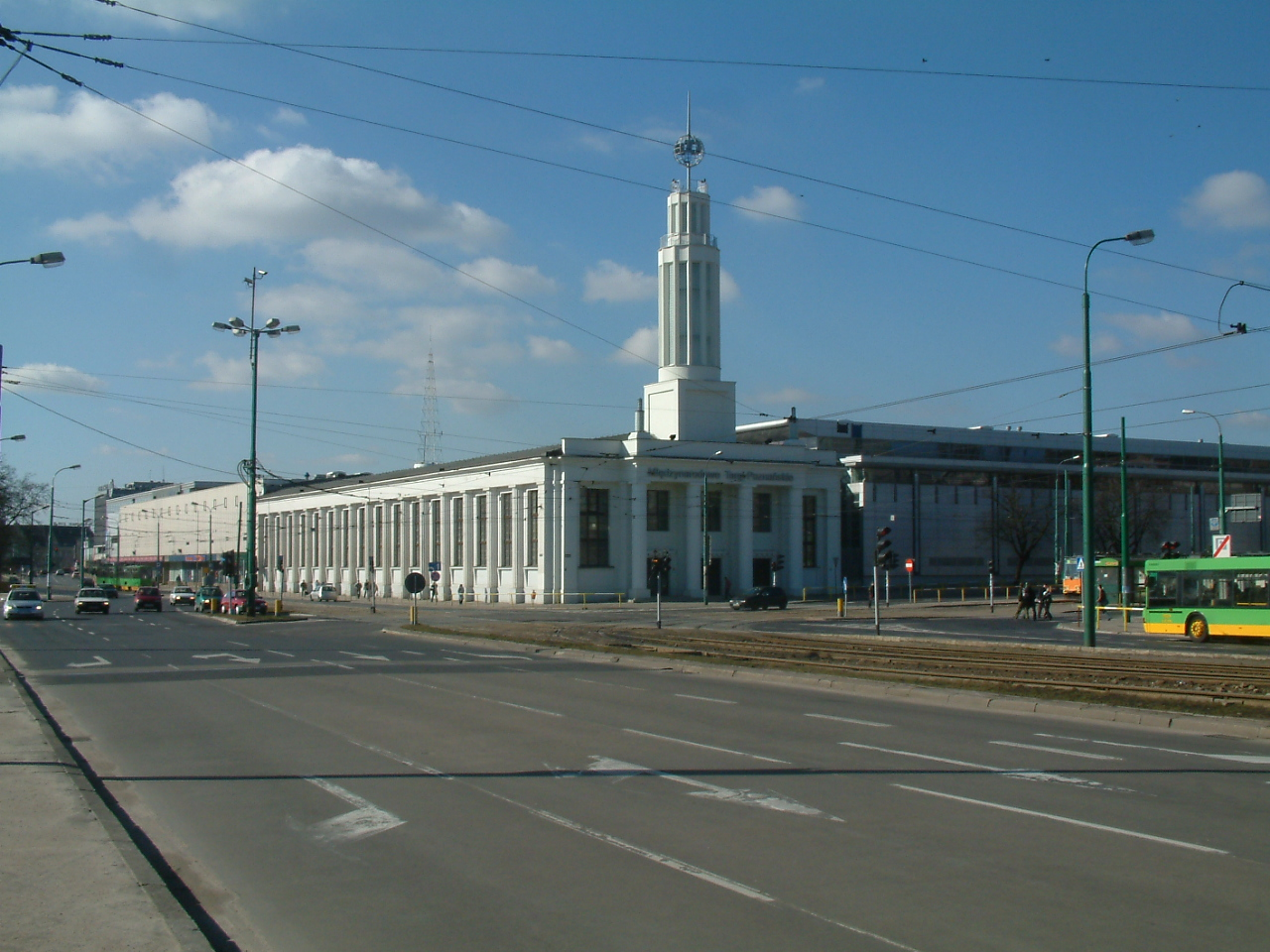
Austragungsort der 3. Hallenhockey-Weltmeisterschaft

## Teilnehmende Länder

### Herren
- Australien
- Deutschland
- England
- Iran
- Irland
- Kanada
- Namibia
- Niederlande
- Österreich
- Polen (Gastgeber)
- Russland
- Tschechien

### Damen
- Argentinien
- Australien
- Deutschland
- Kasachstan
- Namibia
- Niederlande
- Österreich
- Polen (Gastgeber)
- Tschechien
- Spanien
- Ukraine
- Belarus

## Herren-WM

### Tabellen

#### Gruppe A
| Rang | Land        | Spiele | Tore  | Differenz | Punkte |
| ---- | ----------- | ------ | ----- | --------- | ------ |
| 1    | Deutschland | 5      | 53:11 | +42       | 12     |
| 2    | Polen       | 5      | 25:7  | +18       | 12     |
| 3    | Niederlande | 5      | 29:12 | +17       | 12     |
| 4    | Australien  | 5      | 17:20 | −3        | 6      |
| 5    | Kanada      | 5      | 10:31 | −21       | 3      |
| 6    | Namibia     | 5      | 2:55  | −53       | 0      |

#### Gruppe B
| Rang | Land               | Spiele | Tore  | Differenz | Punkte |
| ---- | ------------------ | ------ | ----- | --------- | ------ |
| 1    | Österreich         | 5      | 14:5  | +9        | 10     |
| 2    | Russland           | 5      | 17:14 | +3        | 10     |
| 3    | England            | 5      | 15:13 | +2        | 9      |
| 4    | Tschechien         | 5      | 17:10 | +7        | 8      |
| 5    | Iran               | 5      | 21:21 | 0         | 6      |
| 6    | Vereinigte Staaten | 5      | 7:28  | −21       | 0      |

### Spielplan

#### Gruppenphase

##### Gruppe A
| Spielnummer – Datum – Uhrzeit | Team 1      | Team 2      | Ergebnis |
| ----------------------------- | ----------- | ----------- | -------- |
| 8. Februar 2011 – 15:00       | Deutschland | Namibia     | 18:0     |
| 8. Februar 2011 – 18:45       | Polen       | Australien  | 3:1      |
| 8. Februar 2011 – 18:45       | Niederlande | Kanada      | 5:1      |
| 9. Februar 2011 – 15:00       | Namibia     | Niederlande | 0:13     |
| 9. Februar 2011 – 15:00       | Deutschland | Australien  | 11:2     |
| 9. Februar 2011 – 20:00       | Polen       | Kanada      | 7:1      |
| 10. Februar 2011 – 11:15      | Niederlande | Deutschland | 5:8      |
| 10. Februar 2011 – 12:30      | Kanada      | Australien  | 1:5      |
| 10. Februar 2011 – 13:45      | Namibia     | Polen       | 0:10     |
| 10. Februar 2011 – 17:30      | Australien  | Niederlande | 1:3      |
| 10. Februar 2011 – 18:45      | Kanada      | Namibia     | 6:0      |
| 10. Februar 2011 – 20:00      | Polen       | Deutschland | 3:2      |
| 11. Februar 2011 – 17:30      | Deutschland | Kanada      | 14:1     |
| 11. Februar 2011 – 18:45      | Australien  | Namibia     | 8:2      |
| 11. Februar 2011 – 20:00      | Niederlande | Polen       | 3:2      |

##### Gruppe B
| Spielnummer – Datum – Uhrzeit | Team 1     | Team 2             | Ergebnis |
| ----------------------------- | ---------- | ------------------ | -------- |
| 8. Februar 2011 – 12:30       | Russland   | Vereinigte Staaten | 6:2      |
| 8. Februar 2011 – 13:45       | Österreich | Iran               | 5:1      |
| 8. Februar 2011 – 16:15       | Tschechien | England            | 1:2      |
| 9. Februar 2011 – 10:00       | Österreich | USA                | 5:0      |
| 9. Februar 2011 – 11:15       | Russland   | England            | 3:2      |
| 9. Februar 2011 – 12:30       | Iran       | Tschechien         | 3:4      |
| 9. Februar 2011 – 16:15       | England    | USA                | 3:2      |
| 9. Februar 2011 – 16:15       | Iran       | Russland           | 7:4      |
| 9. Februar 2011 – 18:45       | Tschechien | Österreich         | 1:1      |
| 10. Februar 2011 – 15:00      | England    | Iran               | 6:4      |
| 10. Februar 2011 – 15:00      | USA        | Tschechien         | 1:8      |
| 10. Februar 2011 – 16:15      | Russland   | Österreich         | 1:0      |
| 11. Februar 2011 – 13:45      | Österreich | England            | 3:2      |
| 11. Februar 2011 – 16:15      | Tschechien | Russland           | 3:3      |
| 11. Februar 2011 – 17:30      | USA        | Iran               | 2:6      |

#### Platzierungsspiele

##### Spiel um Platz 11
| Datum – Uhrzeit         | Team 1  | Team 2 | Ergebnis |
| ----------------------- | ------- | ------ | -------- |
| 12. Februar 2011 - 9:30 | Namibia | USA    | 0:8      |

##### Spiel um Platz 9
| Datum – Uhrzeit          | Team 1 | Team 2 | Ergebnis |
| ------------------------ | ------ | ------ | -------- |
| 12. Februar 2011 - 12:30 | Kanada | Iran   | 6:7      |

##### Spiel um Platz 7
| Datum – Uhrzeit          | Team 1     | Team 2     | Ergebnis |
| ------------------------ | ---------- | ---------- | -------- |
| 12. Februar 2011 - 10:00 | Australien | Tschechien | 7:4      |

##### Spiel um Platz 5
| Datum – Uhrzeit          | Team 1      | Team 2  | Ergebnis |
| ------------------------ | ----------- | ------- | -------- |
| 12. Februar 2011 - 14:30 | Niederlande | England | 4:2      |

#### Finalspiele
|  | Halbfinale               | Halbfinale               |                          |   | Finale                   | Finale                   |
|  |                          |                          |                          |   |                          |                          |
|  | Deutschland              | 10                       |                          |   |                          |                          |
|  | Russland                 | 0                        |                          |   |                          |                          |
|  | 12. Februar 2011 – 17:30 |                          |                          |   |                          |                          |
|  |                          |                          | 13. Februar 2011 – 15:00 |   |                          |                          |
|  | Deutschland              | 3                        |                          |   |                          |                          |
|  |                          | Polen                    | 2                        |   |                          |                          |
|  |                          |                          |                          |   |                          |                          |
|  | Spiel um Platz drei      |                          |                          |   |                          |                          |
|  | 12. Februar 2011 – 20:30 | 12. Februar 2011 – 20:30 | Russland                 | 0 |                          |                          |
|  | Österreich               | 1                        | Österreich               | 5 |                          |                          |
|  | Polen                    | 2                        |                          |   | 13. Februar 2011 – 12:00 | 13. Februar 2011 – 12:00 |

## Damen-WM

### Tabellen

#### Gruppe A
| Rang | Land        | Spiele | Tore  | Differenz | Punkte |
| ---- | ----------- | ------ | ----- | --------- | ------ |
| 1    | Niederlande | 5      | 32:3  | +29       | 15     |
| 2    | Ukraine     | 5      | 14:7  | +7        | 12     |
| 3    | Tschechien  | 5      | 12:16 | −4        | 9      |
| 4    | Österreich  | 5      | 10:11 | −1        | 6      |
| 5    | Argentinien | 5      | 9:19  | −10       | 3      |
| 6    | Kasachstan  | 5      | 4:25  | −21       | 0      |

#### Gruppe B
| Rang | Land        | Spiele | Tore  | Differenz | Punkte |
| ---- | ----------- | ------ | ----- | --------- | ------ |
| 1    | Deutschland | 5      | 31:2  | +29       | 15     |
| 2    | Belarus     | 5      | 21:8  | +13       | 10     |
| 3    | Polen       | 5      | 15:9  | +6        | 9      |
| 4    | Australien  | 5      | 16:14 | +2        | 7      |
| 5    | Namibia     | 5      | 2:43  | −41       | 3      |
| 6    | Uruguay     | 5      | 4:13  | −9        | 0      |

### Spielplan

#### Gruppenphase

##### Gruppe A
| Spielnummer – Datum – Uhrzeit | Team 1      | Team 2      | Ergebnis |
| ----------------------------- | ----------- | ----------- | -------- |
| 8. Februar 2011 – 12:30       | Tschechien  | Österreich  | 1:0      |
| 8. Februar 2011 – 13:45       | Niederlande | Kasachstan  | 9:0      |
| 8. Februar 2011 – 15:00       | Ukraine     | Argentinien | 2:1      |
| 9. Februar 2011 – 10:00       | Kasachstan  | Tschechien  | 2:4      |
| 9. Februar 2011 – 11:15       | Ukraine     | Österreich  | 2:1      |
| 9. Februar 2011 – 12:30       | Niederlande | Argentinien | 8:2      |
| 9. Februar 2011 – 16:15       | Kasachstan  | Ukraine     | 1:4      |
| 9. Februar 2011 – 17:30       | Österreich  | Argentinien | 4:0      |
| 9. Februar 2011 – 20:00       | Tschechien  | Niederlande | 1:5      |
| 10. Februar 2011 – 10:00      | Österreich  | Kasachstan  | 5:1      |
| 10. Februar 2011 – 13:45      | Ukraine     | Niederlande | 0:3      |
| 10. Februar 2011 – 16:15      | Argentinien | Tschechien  | 3:5      |
| 11. Februar 2011 – 13:45      | Tschechien  | Ukraine     | 1:6      |
| 11. Februar 2011 – 15:00      | Argentinien | Kasachstan  | 3:0      |
| 11. Februar 2011 – 16:15      | Niederlande | Österreich  | 7:0      |

##### Gruppe B
| Spielnummer – Datum – Uhrzeit | Team 1       | Team 2       | Ergebnis |
| ----------------------------- | ------------ | ------------ | -------- |
| 8. Februar 2011 – 16:15       | Deutschland  | Uruguay      | 2:0      |
| 8. Februar 2011 – 17:30       | Australien   | Polen        | 1:2      |
| 8. Februar 2011 – 17:30       | Weißrussland | Namibia      | 12:0     |
| 9. Februar 2011 – 13:45       | Deutschland  | Namibia      | 17:1     |
| 9. Februar 2011 – 13:45       | Uruguay      | Australien   | 2:5      |
| 9. Februar 2011 – 18:45       | Weißrussland | Polen        | 4:2      |
| 10. Februar 2011 – 10:00      | Australien   | Deutschland  | 1:7      |
| 10. Februar 2011 – 11:15      | Uruguay      | Weißrussland | 1:2      |
| 10. Februar 2011 – 12:30      | Polen        | Namibia      | 8:0      |
| 10. Februar 2011 – 17:30      | Weißrussland | Deutschland  | 0:2      |
| 10. Februar 2011 – 18:45      | Polen        | Uruguay      | 3:1      |
| 10. Februar 2011 – 20:00      | Namibia      | Australien   | 0:6      |
| 11. Februar 2011 – 15:00      | Namibia      | Uruguay      | 1:0      |
| 11. Februar 2011 – 18:45      | Deutschland  | Polen        | 3:0      |
| 11. Februar 2011 – 20:00      | Australien   | Weißrussland | 3:3      |

#### Platzierungsspiele

##### Spiel um Platz 11
| Datum – Uhrzeit          | Team 1     | Team 2  | Ergebnis |
| ------------------------ | ---------- | ------- | -------- |
| 12. Februar 2011 - 11:00 | Kasachstan | Uruguay | 1:3      |

##### Spiel um Platz 9
| Datum – Uhrzeit          | Team 1      | Team 2  | Ergebnis |
| ------------------------ | ----------- | ------- | -------- |
| 12. Februar 2011 - 14:00 | Argentinien | Namibia | 4:1      |

##### Spiel um Platz 7
| Datum – Uhrzeit          | Team 1     | Team 2     | Ergebnis |
| ------------------------ | ---------- | ---------- | -------- |
| 12. Februar 2011 - 11:30 | Österreich | Australien | 2:1      |

##### Spiel um Platz 5
| Datum – Uhrzeit          | Team 1     | Team 2 | Ergebnis |
| ------------------------ | ---------- | ------ | -------- |
| 12. Februar 2011 - 13:00 | Tschechien | Polen  | 0:4      |

#### Finalspiele
|  | Halbfinale               | Halbfinale               |                          |   | Finale                   | Finale                   |
|  |                          |                          |                          |   |                          |                          |
|  | Niederlande              | 7                        |                          |   |                          |                          |
|  | Weißrussland             | 0                        |                          |   |                          |                          |
|  | 12. Februar 2011 – 16:00 |                          |                          |   |                          |                          |
|  |                          |                          | 13. Februar 2011 – 13:30 |   |                          |                          |
|  | Niederlande              | 2                        |                          |   |                          |                          |
|  |                          | Deutschland              | 4                        |   |                          |                          |
|  |                          |                          |                          |   |                          |                          |
|  | Spiel um Platz drei      |                          |                          |   |                          |                          |
|  | 12. Februar 2011 – 19:00 | 12. Februar 2011 – 19:00 | Weißrussland             | 2 |                          |                          |
|  | Deutschland              | 6                        | Ukraine                  | 4 |                          |                          |
|  | Ukraine                  | 2                        |                          |   | 13. Februar 2011 – 10:30 | 13. Februar 2011 – 10:30 |

## Endplatzierungen

### Herren
1. Platz (Weltmeister):  Deutschland
2. Platz (Vize-Weltmeister):  Polen
3. Platz:  Österreich
4. Platz:  Russland
5. Platz:  Niederlande
6. Platz:  England
7. Platz:  Australien
8. Platz:  Tschechien
9. Platz:  Iran
10. Platz:  Kanada
11. Platz:  Vereinigte Staaten
12. Platz:  Namibia

### Damen
1. Platz (Weltmeister):  Deutschland
2. Platz (Vize-Weltmeister):  Niederlande
3. Platz:  Ukraine
4. Platz:  Belarus
5. Platz:  Polen
6. Platz:  Tschechien
7. Platz:  Österreich
8. Platz:  Australien
9. Platz:  Argentinien
10. Platz:  Namibia
11. Platz:  Uruguay
12. Platz:  Kasachstan